# Fenyő István (matematikus)
Fenyő István (Budapest, 1917. március 5. – Budapest, 1987. július 28.) magyar matematikus, vegyész; egyetemi tanár, a matematikai tudományok doktora (1969).

## Életpályája
1939-ben diplomázott a budapesti tudományegyetem matematika–fizika szakán; 1942-ben vegyészi oklevelet szerzett. 1942–1945 között különböző budapesti gyárakban dolgozott vegyészként. 1945-ben a Műegyetem II. sz. matematika tanszékére került; 1948-ig másodállásban a Budapesti Vegyipari Középiskola igazgatója volt. 1949-ben a III. sz. matematika tanszék docense volt. 1949–1950 között a kormány mellett működő Tudományos Tanács osztálytitkáraként tevékenykedett. 1950-ben magántanárrá habilitálták. 1950–1952 között a Magyar Tudományos Akadémia III. Osztályának titkára volt. 1951-ben megszervezte a Villamosmérnöki Kar önálló matematikai tanszékét, ahol docens, 1960–1968 között tanszékvezető volt. 1952–1962 között a Magyar Tudományos Akadémia Matematikai Kutató Intézet munkatársa, illetve osztályvezetője volt, továbbá a Kandó Kálmán Műszaki Főiskola tudományos tanácsadójaként is dolgozott. 1968-tól több évig Németországban tanított.
Sírja a Farkasréti temetőben található (60/8-1-491).

## Művei
- Matematika és dialektikus materializmus (Alexits Györggyel, Budapest, 1948)
- Matematika vegyészek számára (Alexits Györggyel, Budapest, 1951)
- Komplex változós függvénytan (Budapest, 1952)
- Integrálegyenletek (Budapest, 1957)
- Matematika villamosmérnököknek (1-2. Frey Tamással, Budapest, 1964-1965)
- Modern mathematical methods in technology (Frey Tamással, 1. Amsterdam-London, 1969; 2., Amsterdam-Oxford-New York, 1975)
- Theorie und Praxis des linearen Integralgleihungen (2-4., H. W. Stolléval, Berlin, 1983-1984)